# Мельников, Анатолий Иванович (Герой Советского Союза)
Анато́лий Ива́нович Ме́льников (3 июля 1914, Малмыжский уезд, Вятская губерния — 20 апреля 1979, Киров) — старший лейтенант Рабоче-крестьянской Красной Армии, участник Великой Отечественной войны, Герой Советского Союза (1945).

## Биография
Анатолий Мельников родился 3 июля 1914 года в деревне Тонкино. До призыва в армию работал сначала на железной дороге, затем руководил колхозом. В 1937 году Мельников был призван на службу в Рабоче-крестьянскую Красную Армию. Участвовал в польском походе и советско-финской войне. В 1940 году Мельников окончил курсы усовершенствования командного состава. С начала Великой Отечественной войны — на её фронтах. В 1942 году окончил курсы «Выстрел».
К сентябрю 1944 года старший лейтенант Анатолий Мельников командовал пулемётной ротой 1343-го стрелкового полка 399-й стрелковой дивизии 48-й армии 1-го Белорусского фронта. Отличился во время освобождения Польши. 4 сентября 1944 года Мельников вместе с пулемётным расчётом одним из первых переправился через Нарев в районе местечке Дворске к югу от города Ружан и принял активное участие в боях за захват и удержание плацдарма на его западном берегу, отразив девять немецких контратак. В тех боях Мельников два раза был ранен, но продолжал вести огонь из пулемёта по противнику, пока не лишился сознания и не был отправлен в госпиталь.
Указом Президиума Верховного Совета СССР от 24 марта 1945 года за «образцовое выполнение заданий командования и проявленные мужество и героизм в боях с немецкими захватчиками» старший лейтенант Анатолий Мельников был удостоен высокого звания Героя Советского Союза с вручением ордена Ленина и медали «Золотая Звезда» за номером 7985.
После окончания войны Мельников был уволен в запас. Проживал в Кирове, работал на электромашиностроительном заводе. Скончался 20 апреля 1979 года.
Был также награждён орденами Красного Знамени и Отечественной войны 2-й степени, рядом медалей.
В честь Мельникова названа улица в Кирове.

## Комментарии
1. ↑  Деревня Тонкино, относившаяся к Рыбноватажской, в 1920-е годы — к Кильмезской волости Малмыжского уезда, в последующем входила в состав Наумовского сельсовета Кильмезского района Кировской области; не сохранилась, ныне — урочище в том же районе[1].